# Laconnex
Laconnex es una comuna suiza del cantón de Ginebra. Limita al norte con la comuna de Cartigny, al este con Bernex, al sur con Soral, y al oeste con Avusy y Avully.